# جوانا گلیسون
جوانا گلیسون (انگلیسی: Joanna Gleason؛ زادهٔ ۲ ژوئن ۱۹۵۰) یک هنرپیشه اهل کانادا است.
از فیلم‌ها یا برنامه‌های تلویزیونی که وی در آن نقش داشته است می‌توان به جرم‌ها و بزه‌کاری‌ها، دوقلوهای اسکلت، ریباند و بگذار شیطان سیاه بپوشد اشاره کرد.